# Pettyesmellű fülemülerigó
A pettyesmellű fülemülerigó (Catharus dryas) a madarak osztályának verébalakúak (Passeriformes) rendjébe és a rigófélék (Turdidae) családjába tartozó faj.

## Rendszerezése
A fajt John Gould angol ornitológus írta le 1855-ben, a Malacocychla nembe Malacocichla dryas néven.

## Alfajai
- Catharus dryas blakei Olrog, 1973 - Bolívia és Argentína
- Catharus dryas dryas (Gould, 1855) - Guatemala, Salvador és Honduras
- Catharus dryas ecuadoreanus Carriker, 1935
- Catharus dryas harrisoni A. R. Phillips & Rook, 1965
- Catharus dryas maculatus (P. L. Sclater, 1858) - Venezuela, Kolumbia, Ecuador, Peru és Bolívia - vagy Catharus maculatus[4]
- Catharus dryas ovandensis Brodkorb, 1938 - Mexikó

## Előfordulása
Mexikó, Guatemala, Honduras, Nicaragua, Salvador, Argentína, Bolívia, Ecuador, Kolumbia, Peru és Venezuela területén honos.
Természetes élőhelyei a szubtrópusi és trópusi síkvidéki és hegyi esőerdők, folyók és patakok környékén. Állandó, nem vonuló faj.

## Megjelenése
Átlagos testhossza 19 centiméter, testtömege 34-36 gramm.